# جميلة ماريك
جميلة ماريك (ولدت في 5 مايو 1980) هي لاعبة كرة قدم جزائرية دولية. كانت تلعب في مركز الهجوم لمنتخب الجزائر لكرة القدم للسيدات. مثلت الجزائر في كأس الأمم الأفريقية للسيدات 2018، حيث لعبت مباراتين.